# باشگاه فوتبال اولی
باشگاه فوتبال اولی (به انگلیسی: Aveley Football Club) یک باشگاه فوتبال در شهر اولی، اسکس، کشور انگلستان است که در سال ۱۹۲۷ میلادی تأسیس شده‌است.